# Sporting Clube de Esmoriz
El Sporting Clube de Esmoriz es un club de fútbol portugués de la ciudad de Esmoriz. Fue fundado en 1932 y juega en la Liga Regional de Aveiro.